# Johannes Harms (Politiker, 1900)
Johannes Harms (* 30. August 1900 in Celle; † 18. Januar 1989 in Lüneburg) war  ein deutscher Politiker (NLP/DP) und Abgeordneter des Niedersächsischen Landtages.

## Leben
Harms besuchte das Gymnasium und absolvierte dann ein Studium der Rechtswissenschaften. Nach dem Examen folgte eine Tätigkeit als Rechtsanwalt in Lüneburg. In der Weimarer Republik vor 1933 war er politisch nicht tätig.  Er starb am 18. Januar 1989 in Lüneburg.

## Politik
Harms war Mitglied der Niedersächsischen Landespartei (NLP) seit 1945, bzw. Deutsche Partei ab November 1946. Landtagsabgeordneter war er als Mitglied des Niedersächsischen Landtages in der 1. Wahlperiode vom 20. April 1947 bis zum 30. April 1951, hierbei war er Vorsitzender des Wahlrechtsausschusses vom 31. August 1948 bis 30. April 1951.  Ab 28. März 1951 gehörte er zur DP/CDU-Fraktion. 

## Quelle
- Barbara Simon: Abgeordnete in Niedersachsen 1946–1994. Biographisches Handbuch. Hrsg. vom Präsidenten des Niedersächsischen Landtages. Niedersächsischer Landtag, Hannover 1996, S. 140.

| Personendaten    | Personendaten                 |
| ---------------- | ----------------------------- |
| NAME             | Harms, Johannes               |
| KURZBESCHREIBUNG | deutscher Politiker (DP), MdL |
| GEBURTSDATUM     | 30. August 1900               |
| GEBURTSORT       | Celle                         |
| STERBEDATUM      | 18. Januar 1989               |
| STERBEORT        | Lüneburg                      |